# Musikjahr 1833
Liste der Musikjahre

◄◄ | ◄ | 1829 | 1830 | 1831 | 1832 | Musikjahr 1833 | 1834 | 1835 | 1836 | 1837 | ► | ►►

Weitere Ereignisse
Dieser Artikel behandelt das Musikjahr 1833.

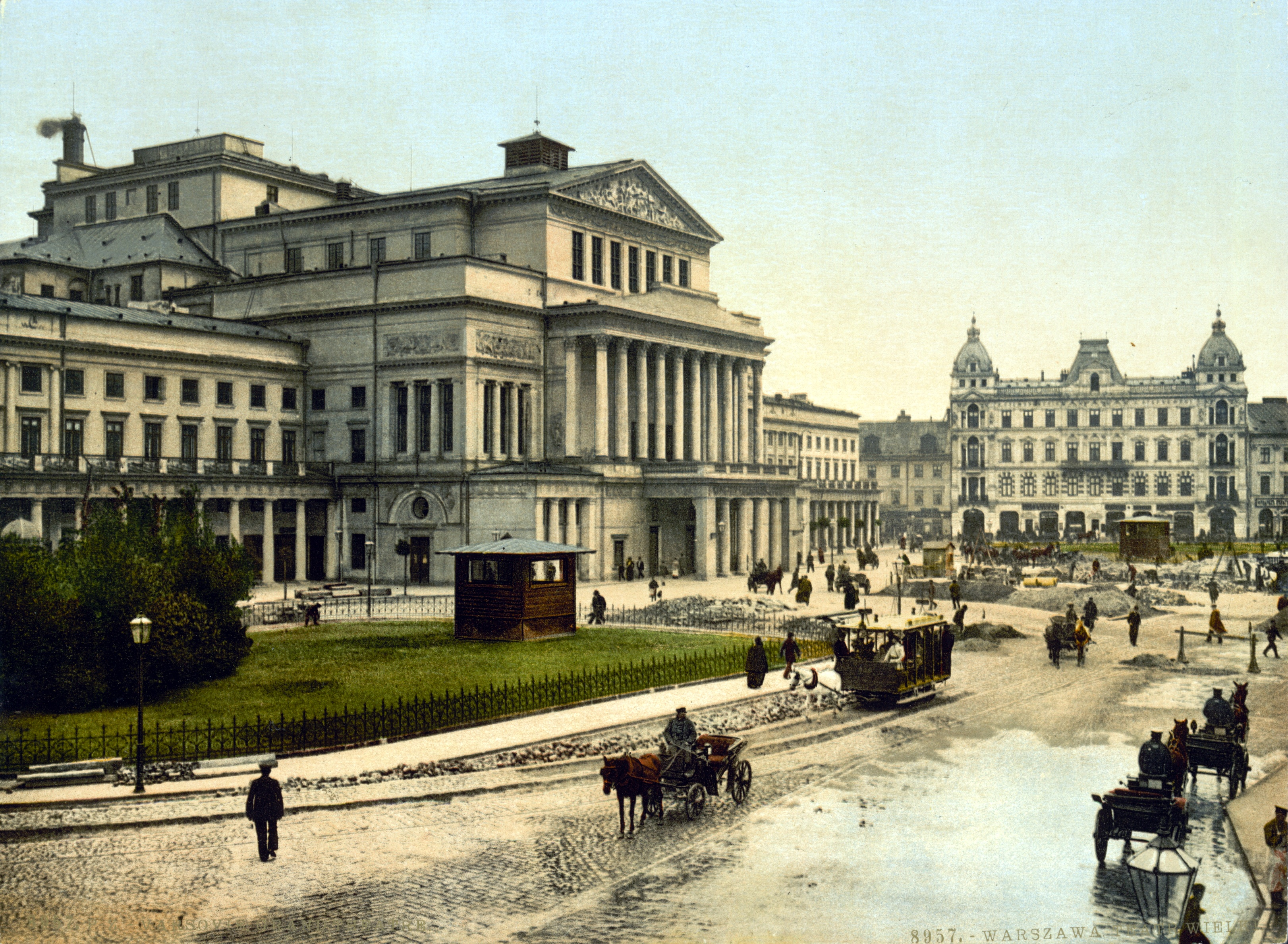
Das Teatr Wielki um das Jahr 1900.

## Ereignisse
Am 24. Februar wird das Teatr Wielki, das größte Theater in Warschau, mit einer Aufführung der Oper Il barbiere di Siviglia (Der Barbier von Sevilla) von Gioachino Rossini eröffnet.

## Instrumental und Vokalmusik (Auswahl)
- Frédéric Chopin: Etüden op. 10, Erstausgabe; Trois Nocturnes F-Dur, Fis-Dur, g-Moll op. 15; Rondeau Es-Dur op. 16; Quatre Mazurkas B-Dur, e-Moll, As-Dur, a-Moll op. 17;  Grande valse brillante op. 18; Boléro C-Dur op. 19
- Franz Lachner: Sinfonie Nr. 2 F-Dur; Harfenkonzert d-Moll; Andante As-Dur für Blechbläser
- Felix Mendelssohn Bartholdy: Die weltliche Kantate Die erste Walpurgisnacht hat am 10. Januar ihre Uraufführung an der Sing-Akademie zu Berlin. Grundlage für das Werk ist eine Ballade von Johann Wolfgang von Goethe. Am gleichen Tag wird unter Mendelssohn Bartholdys Leitung auch die überarbeitete Fassung seiner Hebriden-Ouvertüre uraufgeführt. Am 13. Mai wird die 4. Sinfonie in A-Dur op. 90, „Italienische“, in der London Philharmonic Society unter der Leitung des Komponisten uraufgeführt. Sie gehört heute zu den meistaufgeführten Orchesterwerken Mendelssohns.
- Otto Nicolai: Weihnachtsouvertüre über den Choral „Vom Himmel hoch“; 0. Sinfonie in c-Moll; Zwei Kanons für vier Stimmen und Klavier ad libitum, op. 8
- George Onslow: Symphonie Nr. 3 f-Moll WoP; Streichquartette op. 46 bis 50
- Ferdinand Ries: Konzert Nr. 9 für Pianoforte und Orchester g-Moll op. 177; Introduction et Polonaise Es-Dur op. 174
- Clara Schumann: Romance varié Pour le Piano op. 3
- Robert Schumann: Impromptus über eine Romanze von Clara Wieck op. 5 (1. Fassung)
- Giuseppe Verdi: Messa Solenne (Messa di Gloria)
- Das Studentenlied Wenn wir durch die Straßen ziehen wird im „Liederbuch für Künstler“ (Verlag der Berlin Vereins-Buchhandlung) veröffentlicht.

## Musiktheater

Gaetano Donizetti – Torquato Tasso – Titelseite des Librettos, Rom 1833

- 02. Januar: Uraufführung der Oper Il furioso all’isola di San Domingo (deutscher Titel: Der Wahnsinnige auf der Insel San Domingo) von Gaetano Donizetti in Rom
- 27. Februar: Uraufführung der Oper Gustave III. ou Le bal masqué von Daniel-François-Esprit Auber an der Grand Opéra, Paris.
- 27. Februar: Die Uraufführung der romantischen Oper Melusina von Conradin Kreutzer mit dem Libretto von Franz Grillparzer erfolgt am Königsstädtischen Theater in Berlin.
- 04. März: Die komische Oper Les Souvenirs de Lafleur von Fromental Halévy wird an der Opéra-Comique in Paris uraufgeführt.
- 16. März: Beatrice di Tenda, die vorletzte Oper des romantischen Belcanto-Komponisten Vincenzo Bellini auf das Libretto von Felice Romani wird am Teatro La Fenice in Venedig mit der gefeierten Sopranistin Giuditta Pasta in der Titelrolle uraufgeführt.
- 17. März: Die Oper Parisina von Gaetano Donizetti wird am Teatro della Pergola in Florenz uraufgeführt. Das Libretto wurde von Felice Romani 1816 nach einer Romanze von Lord Byron geschrieben.
- 11. April: Die Zauberposse Der böse Geist Lumpacivagabundus von Johann Nestroy wird am Theater an der Wien uraufgeführt. Nestroy selbst und Wenzel Scholz spielen die Hauptrolle in dem Alt-Wiener Volkstheater zugehörigen Stück, zu dem Adolf Müller senior die Musik geschrieben hat.
- 16. Mai: Die komische Oper Ludovic von Fromental Halévy hat ihre Uraufführung an der Opéra-Comique in Paris.
- 24. Mai: Hans Heiling, eine romantische Oper mit gesprochenen Dialogen in drei Akten von Heinrich Marschner hat ihre Uraufführung an der Berliner Königlichen Hofoper. Das Libretto stammt von Eduard Devrient, der auch die Titelrolle singt.
- 20. Juli: Uraufführung der Oper La prison d’Edimbourg von Michele Carafa in der Opéra-Comique, Paris
- 22. Juli: Die Oper Ali Baba ou Les Quarante Voleurs (Ali Baba oder Die vierzig Räuber) von Luigi Cherubini wird an der Grand Opéra Paris uraufgeführt.
- 01. September: Uraufführung der Oper I due sergenti von Luigi Ricci in Mailand (Teatro alla Scala)
- 09. September: Uraufführung der Oper Torquato Tasso von Gaetano Donizetti in Rom.
- 18. September: Uraufführung der Oper Le proscrit ou Le tribunal invisible von Adolphe Adam in der Opéra-Comique in Paris
- 07. November: Uraufführung der Oper La maison du rempart, ou Une journée de la Fronde von Michele Carafa in der Opéra-Comique, Paris
- 19. Dezember: Uraufführung des romantischen Zauberspiels Der Ring des Glücks oder Die Quellenfürstin im Alpentale mit Gesang und Tanz von Conradin Kreutzer im Theater in der Josefstadt Wien.
- 26. Dezember: Die Uraufführung der Oper Lucrezia Borgia von Gaetano Donizetti findet am Teatro alla Scala in Mailand statt. Das Libretto stammt von Felice Romani, der dafür das im gleichen Jahr entstandenen Drama Lucrèce Borgia von Victor Hugo ohne dessen Zustimmung zur Vorlage genommen hat.

## Weitere Werke
- Saverio Mercadante: Il conte di Essex (Oper)
- Fromental Halévy: Ludovic (Fertigstellung einer von Ferdinand Hérold begonnenen Oper)
- Friedrich von Flotow: Pierre et Cathérine (Oper)
- Franz Lachner: Moses (Oratorium) op. 45

## Geboren

### Geburtsdatum gesichert
- 09. Januar: Jules Auguste Demersseman, französischer Flötist und Komponist († 1866)
- 12. Januar: Eduardo Ocón y Rivas, spanischer Komponist, Organist und Pianist († 1901)
- 14. Januar: Julius Oertling, deutscher Violinist, Dirigent und Komponist († 1910)
- 17. Januar: Theodor Bradsky, tschechischer Komponist († 1881)
- 28. Januar: Peter McCormick, australischer Liedermacher und Schullehrer († 1916)
- 13. Februar: Eduard Hübsch, österreichisch-ungarischer Geiger, Dirigent und Komponist († 1894)
- 20. Februar: Zacharie Astruc, französischer Kunstkritiker, Journalist, Dichter, Komponist, Maler und Bildhauer († 1907)
- 22. Februar: Josef Foerster, böhmischer Komponist († 1907)
- 25. März: Heinrich Buck, deutscher Orgelbauer († 1883)
- 17. April: Jean-Baptiste Accolay, belgischer Komponist, Violinist, Violin-Lehrer und Dirigent († 1900)
- 01. Mai: Theodor Krause, deutscher Komponist, Sänger, Chorleiter und Gesangspädagoge († 1910)

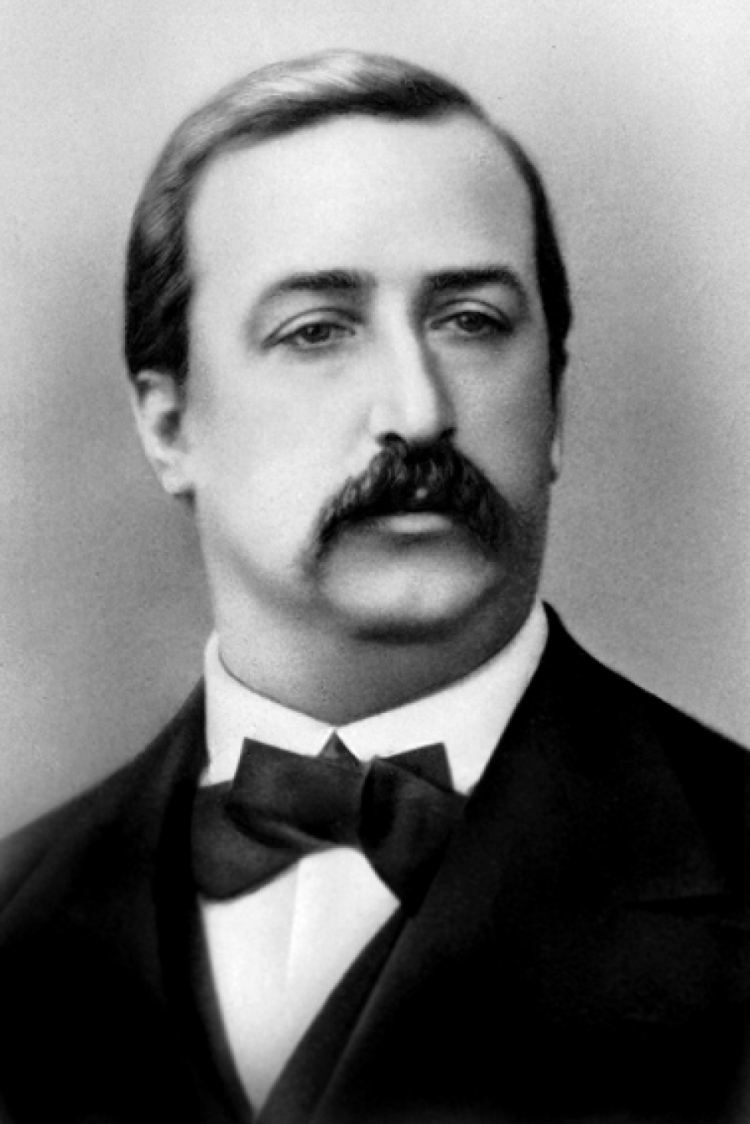
Alexander Borodin; * 12. November

- 07. Mai: Johannes Brahms, deutscher Pianist und Komponist der Romantik († 1897)
- 19. Mai: August Egon Hablawetz, österreichischer Opernsänger († 1892)
- 14. Juni: Hermann Oesterley, deutscher Germanist, Musikwissenschaftler und Bibliothekar († 1891)
- 04. Juli: Eugène Vast, französischer Organist und Komponist († 1911)
- 14. Juli: Joseph Brambach, deutscher Komponist († 1902)
- 31. Juli: Julius Abel, deutscher Komponist und Pfarrer († 1928)
- 16. September: Max Zottmayr, deutscher Opernsänger († 1905)
- 28. September: Alessandro Busi, italienischer Komponist und Musikpädagoge († 1895)
- 05. Oktober: William G. Tomer, US-amerikanischer Kirchenlieddichter, Musiker und Lehrer († 1896)
- 12. November: Alexander Borodin, russischer Komponist, Chemiker und Mediziner († 1887)
- 03. Dezember: August Wilhelm Theodor Adam, deutscher Musikdirektor († 1886)

### Geboren um 1833
- Francesco Mottino, italienischer Schriftsteller, Sänger und Gesangspädagoge († 1919)

## Gestorben

### Todesdatum gesichert
- 29. Januar: Janez Baptist Novak, slowenischer Komponist (* um 1756)
- 00. Februar: Ignác Ruzitska, ungarischer Komponist (* 1777)
- 07. April: Anton Radziwiłł, preußischer Politiker und Komponist (* 1775)
- 14. Mai: Johann Wilhelm Cornelius von Königslöw, deutscher Organist und Komponist (* 1745)

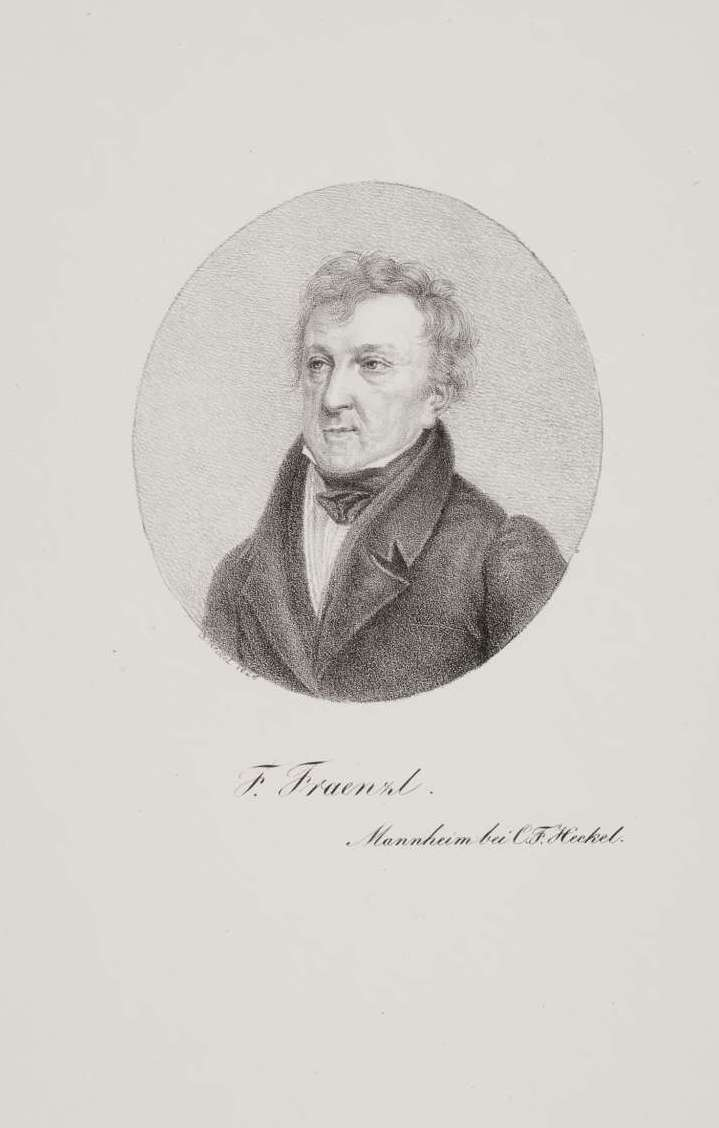
Ferdinand Fränzl; † 27. Oktober

- 25. Mai: Andreas Streicher, deutscher Klavierfabrikant und Komponist (* 1761)
- 28. Mai: Friedrich Haeffner, schwedischer Komponist (* 1759)
- 09. Juni: Matthias Waldhör, deutscher Komponist, Musikpädagoge, Organist (* 1796)
- 10. Juni: Hans Friderich Oppenhagen, dänischer Organist und Orgelbauer (* 1764)
- 19. Juni: Francesc Juncà i Querol, katalanischer katholischer Priester, Kapellmeister und Komponist (* 1742)
- 00. Juli: Jean-Pierre Aumer, französischer Tänzer und Choreograf (* 1774/1776)
- 27. Oktober: Ferdinand Fränzl, deutscher Geiger, Komponist, Dirigent, Opernregisseur, Konzertmeister und Musikdirektor (* 1767)
- 08. November: Maximilian Stadler, österreichischer Komponist, Musikhistoriker und Pianist (* 1748)

### Genaues Todesdatum unbekannt
- Vittorio Trento, italienischer Komponist (* 1761)